# Облако-рай
«Облако-рай» — советский комедийно-драматический фильм 1990 года режиссёра Николая Досталя с Андреем Жигаловым в главной роли. Премьера состоялась в октябре 1991 года.
Спустя пятнадцать лет, в 2005 году, на экраны вышло продолжение фильма под названием «Коля — перекати поле».

## Сюжет
Маленький провинциальный посёлок городского типа, воскресенье, раннее утро. Слоняющийся по двору от безделья парень Коля надоедает соседям бестолковыми разговорами «про погоду». Не найдя собеседников на улице, он заходит к своему другу Феде. Федя и его жена Валя встречают его утомлённо и равнодушно. 
Желая привлечь внимание, Коля говорит, что якобы собирается уезжать к другу-начальнику — на Дальний Восток. Это его решение находит всеобщую поддержку, Коля становится местным героем, все соседи участвуют в его сборах и проводах. Под диктовку Феди он пишет заявления на отпуск с последующим увольнением, Валя собирает ему чемодан, подаренный местным мужиком Филомеевым, а предприимчивые соседи скупают его мебель.
За решение оставить скучную однообразную жизнь Коля вызывает у знакомых уважение и даже добрую зависть. А когда он сообщает, что история с отъездом — просто выдумка, ему уже никто не верит. Колю сажают в автобус, и он покидает родной посёлок и людей, ставших ему за этот день самыми близкими.

## Съёмки фильма
Задумывая фильм «Облако-рай», Николай Досталь искал актёра, похожего на Юрия Никулина в молодости. Кандидатуру Андрея Жигалова подсказала Алла Клюка, снимавшаяся с ним в фильме Никиты Хубова «Тело». Съёмки проходили в мае—июне 1990 года. Премьера фильма состоялась в октябре 1991 года. Через 15 лет Николаем Досталем было снято продолжение фильма с тем же актёрским составом — «Коля — перекати поле».
Фильм снимался в Петрозаводске (Карелия).

## В ролях
- Андрей Жигалов — Коля
- Сергей Баталов — Федя, друг Коли
- Ирина Розанова — Валя, жена Феди
- Алла Клюка — Наталья, девушка Коли
- Анна Овсянникова — Татьяна Ивановна, мать Натальи
- Владимир Толоконников — Филомеев, местный мужик
- Лев Борисов — Филипп Макарович, сосед Коли
- Юрий Колобков — Василич, сосед Коли, который должен ему 10 рублей
- Вера Ивлева — покупательница мебели
- Александр Числов — кореш Филомеева
- Михаил Мезенев — аккордеонист
- Евгений Титов — кореш Филомеева
- Зинаида Воркуль — бабушка на лавочке
- М. Никитская — бабушка на лавочке
- Борис Каморзин — старший техник Саратов, въехавший в комнату Коли
- Игорь и Дмитрий Дмитриевы — братья-носильщики
- Юра Попов — соседский мальчик

## Съёмочная группа
- Режиссёр-постановщик: Николай Досталь
- Автор сценария: Георгий Николаев
- Художник: Алексей Аксёнов
- Операторы: Юрий Невский, Пётр Серебряков
- Продюсер: Александр Михайлов
- Композитор: Александр Гольдштейн
- Автор и исполнитель песен: Андрей Жигалов
- Директора картины: Фёдор Попов, Алексей Голодницкий.

## Музыка
Помимо музыки Александра Гольдштейна, в фильме звучат песни, написанные и исполнённые Андреем Жигаловым, «Звёздочка» и «Облако-рай» (последняя дала название фильму).

## Награды и номинации
- Приз «За разрушение барьера между фильмами для избранных и кино для всех» на первом кинофестивале «Кинотавр» в 1991 году.
- Приз «Золотой Овен» 1992 года.
- «Серебряный леопард», специальный большой приз жюри и вторая премия города Локарно, а также приз экуменического жюри, приз молодёжного жюри, и приз Международной конфедерации экспериментального кино в Локарно в 1991 году.
- Гран-при II MFEC (Франция).
- Специальный приз жюри актёрскому составу кинофестиваля молодых актёров в Женеве, 1991.
- По опросу кинокритиков и журналистов признан лучшим фильмом года, роль Андрея Жигалова — лучшей мужской ролью.